# Louise de Béon
Louise de Béon du Massés (* 1585 im Fürstentum Béarn; † 2. September 1665 in Paris) war eine Angehörige der Familien Béon und Luxembourg, sowie eine enge Vertraute der Königin Anna von Österreich.

## Leben
Louise de Béon ist die Tochter von Bernard III. de Béon, Seigneur du Massès († 1608), Baron und später Marquis de Bouteville, der 1604 zum Ritter des Ordens vom Heiligen Geist ernannt wurde, aber nicht mehr aufgenommen werden konnte, Gouverneur von Saintonge, Angoumois und Limousin einerseits, und von Louise de Luxembourg-Ligny, Gräfin von Brienne (* um 1567; † 1647), der zweiten und letzten Schwester von Charles II. de Luxembourg-Ligny, Graf von Ligny und Brienne, andererseits. Mangels männlicher Nachkommen wurden erst ihre Mutter (1608) und danach sie (1647) Gräfin von Brienne.
Louise de Béon war Hofdame der Königin Anna von Österreich, und Françoise de Motteville erwähnt in ihrer Chronique de la Fronde mehrmals das Vertrauensverhältnis und die Intimität, die Louise de Béon und die Königin während ihrer gesamten Zeit am Hof pflegten.
Sie starb am 2. September 1665 in der Pfarre Saint-Sulpice in Paris. Die Grafschaft Brienne, die bereits seit 1647 von ihrem Ehemann verwaltet wurde (der sich auch aufgrund der Erbschaft Louises Comte de Brienne nannte), ging an ihren ältesten Sohn Louis Henri de Loménie de Brienne.

## Ehe und Nachkommen
Nach dem Ehevertrag vom 7. Februar 1623 heiratete sie am 2. März 1623 in Saint-Eustache in Paris Henri Auguste de Loménie (* 1594; † 3. November 1666), Seigneur de La Ville-aux-Clercs, einen französischer Politiker, der 48 Jahre lang Secrétaire d’État, erst für Marine und den königlichen Haushalt, anschließend für auswärtige Angelegenheiten war. Ihre Kinder sind:
- Marie-Antoinette (* wohl 1624; † 8. Dezember 1704, 80 Jahre alt), ⚭ 4. Juni 1642 Nicolas-Joachim Rouault de Gamaches, Marquis de Gamaches (* 1621; † 22. Oktober 1687)
- Louis Henri (* 13. Januar 1636; † 17. April 1698), Secrétaire d’État des Affaires Ètrangères, Conseiller d’État; ⚭ Henriette Bouthillier de Chavigny
- Charles-François (* 1638; † 7. April 1720), 1653 Abt von Saint-Eloi de Noyon, Abt von Saint-Germain d’Auxerre und Saint-Cyprien de Poitiers, 1666 Bischof von Coutances
- Alexandre-Bernard (* um 1640; † 1673),[6] Malteserordensritter, Kommandant von La Rochelle, französischer Konsul in Kairo und Alexandria
- Jeanne und Madeleine († jung)